# Prusinowice (osada leśna w powiecie zduńskowolskim)
Prusinowice – osada leśna w Polsce położona w województwie łódzkim, w powiecie zduńskowolskim, w gminie Szadek.
W latach 1975–1998 miejscowość należała administracyjnie do województwa sieradzkiego.